# Ron Kurz
Ronald G. Kurz (Baltimore, 27 de novembro de 1940 — Hancock, 7 de maio de 2020) foi um roteirista, romancista e livreiro antiquário norte-americano. Ele é mais conhecido por ter escrito o roteiro do filme de terror Friday the 13th Part 2 (1981).

## Primeiros anos
Kurz nasceu em Baltimore, Maryland, em 27 de novembro de 1940, filho de Gordon L. Kurz e Dorothy Driver Kurz. Formou-se em 1958 na Parkville High School, em Parkville (Maryland), aos 17 anos. Após o colegial, ele decidiu viajar de carona pelo país. Ainda com 17 anos, juntou-se ao Exército dos Estados Unidos e, de 1958 a 1961, serviu na 82ª Divisão Aerotransportada em Fort Bragg (Carolina do Norte) e na 8ª Divisão de Infantaria na Alemanha como batedor e especialista em demolição.

## Carreira
Ron trabalhou por oito anos como agente penitenciário no Departamento de Correções de Maryland, mas desistiu desse emprego para escrever um romance sobre essa experiência, intitulado Lethal Gas, publicado em 1974. Trabalhou como gerente de teatro em Baltimore e continuava a escrever em suas horas vagas. Seu segundo livro, Black Rococo, foi publicado em 1976. A partir de 1982 ele também dirigiu uma empresa familiar de livros de antiquários para uso doméstico.
Além de romancista, Kurz trabalhou como roteirista de 1975 a 1982, envolvendo-se em alguns projetos da Bud Yorkin Productions, CBS Television e Georgetown Productions. Nesta última empresa, colaborou na escrita da versão final de Friday the 13th e escreveu o roteiro completo de Friday the 13th Part 2, criando a primeira versão adulta do vilão Jason Voorhees. Também roteirizou King Frat, Eyes of a Stranger e Off the Wall, assinando alguns de seus roteiros com o pseudônimo Mark Jackson.

## Vida pessoal e morte
Kurz era irmão de Susan e John Kurz. Mudou-se para Nova Hampshire em janeiro de 1975. Foi divorciado duas vezes, teve dois filhos e duas netas. Casou-se com Ann Dillon em 2002 e mudou-se da cidade de Antrim para Hancock. O escritor morreu repentinamente de insuficiência cardíaca em 7 de maio de 2020, aos 79 anos.

## Filmografia parcial

### Cinema
| Ano  | Título                             | Notas                     | Ref.  |
| ---- | ---------------------------------- | ------------------------- | ----- |
| 1979 | King Frat                          | Roteirista                | [ 3 ] |
| 1980 | Friday the 13th                    | Roteirista; não creditado | [ 2 ] |
| 1981 | Eyes of a Stranger                 | Roteirista                | [ 4 ] |
| 1981 | Friday the 13th Part 2             | Roteirista                | [ 5 ] |
| 1982 | Friday the 13th Part 3             | Personagens originais     | [ 5 ] |
| 1983 | Off the Wall                       | Roteirista                | [ 6 ] |
| 1984 | Friday the 13th: The Final Chapter | Personagens originais     | [ 5 ] |
| 2003 | Jason vs. Leatherface              | História; curta-metragem  | [ 4 ] |
| 2004 | Michael vs. Jason                  | História; curta-metragem  | [ 4 ] |

### Vídeo
| Ano  | Título                                                         | Participação       | Notas        | Ref.  |
| ---- | -------------------------------------------------------------- | ------------------ | ------------ | ----- |
| 2013 | Crystal Lake Memories: The Complete History of Friday the 13th | Elenco (ele mesmo) | Documentário | [ 4 ] |